# Dancing Machine
«Dancing Machine» –en español: «Máquina de baile»– es una canción de 1973 publicada por The Jackson 5, editada como sencillo en 1974.

## Historia
"Dancing Machine" fue el primer tema del los Jackson 5 que entró en el Top Ten de las listas de éxitos estadounidenses desde que en 1972 lo hiciera "Sugar Daddy". El sencillo vendió más de tres millones de copias, alcanzó el número dos en la lista Billboard Hot 100 y el número uno en la lista Billboard Hot R&B/Hip-Hop Songs. En 1975, la canción fue nominada al Premio Grammy en la categoría de mejor interpretación vocal de R&B.
En Estados Unidos, popularizó la complicada técnica de "baile Robot", ideada por Charles Washington a fines de la década de 1960. Michael Jackson realizó el baile por primera vez en televisión mientras cantaba "Dancing Machine" con los Jackson 5 en un episodio de Soul Train .

## Personal
- Vocalistas principales: Michael Jackson y Jermaine Jackson
- Coros: Michael Jackson, Jermaine Jackson, Tito Jackson, Jackie Jackson y Marlon Jackson.

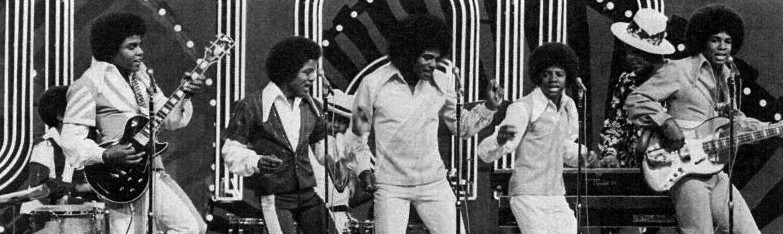
En el programa de televisión Soul Train, en 1974

## Posicionamiento en listas
| Chart (1974)                                | Puesto |
| ------------------------------------------- | ------ |
| Canadá (RPM)                                | 2      |
| Estados Unidos (Billboard Hot 100)          | 2      |
| Estados Unidos (Billboard Hot Soul Singles) | 1      |